# Neoantistea alachua
Neoantistea alachua är en spindelart som beskrevs av Willis J. Gertsch 1946. Neoantistea alachua ingår i släktet Neoantistea och familjen panflöjtsspindlar. Inga underarter finns listade i Catalogue of Life.